# (32538) 2001 PB44
2001 PB44 (asteroide 32538) é um asteroide da cintura principal. Possui uma excentricidade de 0.14710290 e uma inclinação de 1.21748º.
Este asteroide foi descoberto no dia 15 de agosto de 2001 por NEAT em Haleakala.